# Bautista Ezcurra
Bautista Ezcurra  (n. 21 de abril de 1995) es un jugador argentino de rugby. Formó parte del seleccionado argentino que disputó los sevens de Argentina Archivado el 22 de septiembre de 2016 en Wayback Machine. en los Juegos Olímpicos de 2016.
Ezcurra debutó en el Hindú Club de Argentina. 
En 2017 fue contratado por Jaguares, la franquicia argentina.

## Trayectoria
Clubes profesionales
| Período   | Club     | PJ | Pts. |
| --------- | -------- | -- | ---- |
| 2017-Act. | Jaguares | 2  | -    |

*Sin contar el Hindú Club (amateur).

## Vida privada
Es hermano menor Felipe Ezcurra, también integrante del plantel de Jaguares.